# ТЭЦ Ольштын
ТЭЦ Ольштын — теплоэлектроцентраль в одноименном городе на северо-востоке Польши.
С 1967 года в Ольштыне действует завод автомобильных шин, который в настоящее время принадлежит корпорации Michelin. В состав его объектов входила котельная, в которой в 1965 году смонтировали два паровых котла OR-70 производства компании Rafako из Рацибужа. В 1978 году к ним добавили еще один такой же, а в 1985 году котельню преобразовали в теплоэлектроцентраль, дополнив ее турбиной мощностью 22,5 МВт.
Помимо покрытия заводских потребностей, ТЭЦ также работала на систему центрального теплоснабжения Ольштына. Для покрытия пиковых потребностей в отопительный период здесь в 1973—1983 годах смонтировали 6 угольных водогрейных котлов Rafako WR25 мощностью по 29 МВт.
В 2011 году владелец завода принял решение о закрытии ТЭЦ, однако, учитывая ее роль в теплоснабжении Ольштына, обязался поддерживать деятельность объекта до конца 2019 года. Тем не менее, на эту дату в городе еще не построили новые мощности, поэтому в феврале 2019 года даже заключили контракт на экологическую модернизацию одного из котлов OR-70 с сроком завершения в 2021 году.